# William Masters e Virginia Johnson
L'équipe di ricerca Masters e Johnson era formata da William Masters (27 dicembre 1915-16 febbraio 2001), sessuologo e ginecologo statunitense, e da Virginia Eshelman Johnson (11 febbraio 1925-24 luglio 2013), sessuologa  statunitense, che a Saint Louis (Stati Uniti d'America) redasse il primo studio approfondito sulla fisiologia sessuale umana esaminando, nel corso di 11 anni, oltre diecimila atti sessuali compiuti da circa 700 volontari.

## La ricerca
Questa indagine è documentata nel volume L'atto sessuale nell'uomo e nella donna (1966) che suscitò polemiche e discussioni in tutto il mondo. Molti, infatti, si chiedevano se le ragioni scientifiche giustificassero davvero una intromissione tanto totale e disinvolta nella sfera più privata dell'uomo.
Mentre Alfred Charles Kinsey, nei suoi famosi Rapporti statistici sulla sessualità umana (Comportamento sessuale dell'uomo e della donna), si era basato esclusivamente su interviste che potevano essere anche involontariamente erronee, Masters ha cercato di raccogliere fatti obiettivi perché ogni atto sessuale preso in esame da lui e dalla Johnson veniva registrato con apparecchi di misura delle reazioni fisiologiche o documentato con riprese fotografiche o cinematografiche.
Una delle conclusioni più interessanti di queste ricerche è che la sessualità femminile non è gerarchicamente inferiore a quella maschile: ha estrinsecazioni diverse; ma ciò non significa che diverse siano le esigenze sessuali della donna media rispetto a quelle dell'uomo.
Un ulteriore contributo a delineare modelli interpretativi della funzione sessuale è il modello "cibernetico"  di Baldaro Verde (1986) che, oltre alle tre fasi del desiderio, dell'eccitazione e dell'orgasmo, introduce una quarta fase, quella del piacere sessuale post-orgasmico, che diventa presupposto importante per l'instaurarsi di un successivo desiderio sessuale.
La vicenda è narrata nella serie tv Masters of Sex e nel film Il trafficone.